# Mario Cresci
(Mario Cresci)
Mario Cresci (Chiavari, 26 febbraio 1942) è un fotografo italiano.
Uno dei pochi innovatori e sperimentatori italiani che «ha indagato le potenzialità del linguaggio fotografico verificandole con le più aggiornate metodologie della ricerca artistica temporanea» teorizzando ed applicando alle sue fotografie «la contaminazione tra le diverse discipline espressive: fotografia, disegno, pittura, performance, video, installazione».

## Biografia
Nel 1960 si diploma al liceo artistico Barabino di Genova, frequentando il Corso Superiore di Industrial Design di Venezia, nato poco tempo prima, grazie ad una borsa di studio del Rotary della sua città, e terminando gli studi nel 1966. Nello stesso anno, dopo aver scoperto la fotografia nel corso di Italo Zannier durante i suoi studi e aver scattato le sue prime serie fotografiche, realizza il suo primo reportage in Basilicata e qui si trasferisce nel 1967, nello specifico a Tricarico, inizialmente per una ricerca del gruppo Polis, di cui era membro, finalizzata alla redazione del piano regolatore del piccolo comune della provincia di Matera. Nel 1968 è occupato come fotografo di scena a Roma. Nel 1974 si trasferisce a Matera, dove apre uno studio di grafica. Nel 1975 inizia ad esporre le sue fotografie presso alcune gallerie italiane ed europee. Per circa dieci anni (1991 - 2000) è direttore dell'Accademia Carrara di Belle Arti di Bergamo, ora Politecnico delle Arti di Bergamo. Dal 1991 è stato docente «di teoria e metodo della fotografia» alla Nuova accademia di belle arti (NABA) e alla Scuola politecnica di design (SPD) di Milano, all'Università degli Studi di Napoli "L'Orientale", alla Università degli Studi di Parma e Istituto superiore per le industrie artistiche  di Urbino (ISIA). Dal 2004 è docente di fotografia all'Accademia di Brera. Sue immagini sono state pubblicate sulle riviste più importanti del settore in Italia e all'estero.

## La ricerca e la sperimentazione fotografica
(Enrico De Pascale)
La fotografia deve esclusivamente essere intesa come mezzo che descriva la realtà? Mario Cresci «ha usato il mezzo fotografico come pretesto opposto al concetto di veridicità del reale» tanto che i suoi lavori sono stati indirizzati ad una costante ricerca e ad un nuovo linguaggio da includere l'apporto di altre arti visive come grafica, disegno, video e pittura oltre che performance ed installazione, dimostrando così che la realtà può essere "contaminata". Il critico d'arte Enrico De Pascale nella introduzione al libro fotografico Mario Cresci fa notare come Cresci sia un fotografo poliedrico ed allo stesso tempo eccentrico e di quanto inapplicabile sia per lui l'etichetta di "fotografo puro". Cresci, se dovessimo fare un paragone con un "purista" come Henri Cartier-Bresson non coglie l'attimo, ma pensa e "si prepara" per i suoi servizi fotografici, studiando schemi ed impostazioni diverse volta per volta, proprio perché è un "ricercatore" per cui «Cresci prende le distanze anche dalla presunta infallibilità del "momento decisivo» bressoniano. Anche durante il suo lungo soggiorno in Basilicata (soggiornerà per circa quindici anni) la sua ricerca più che puntare sulla descrizione dei fatti riguardanti il folklore e l'antropologia del popolo lucano, cosa che fecero i fotografi a seguito dell'etnologo Ernesto De Martino anni prima del suo arrivo; più che puntare su temi sociali di «derivazione neoralista» (e quindi dell'uso indispensabile della fotografia "pura" che cogliesse lo stato reale delle cose) ha coniugato afferma De Pascale «la sistematicità e la razionalità del metodo investigativo con la fantasia immaginativa e la sensibilità visiva proprie dell'artista».

### La prima installazione fotografica in Europa
Uno dei primati del fotografo ligure riguarda la prima installazione fotografica mai realizzata fino ad allora in Europa, lo fa nel 1969 al Diaframma di Lanfranco Colombo a Milano. Negli anni della contestazione Cresci sviluppa un tema che vuole mettere in risalto «il rapporto fra produzione e consumo» realizza quindi in un ambiente cilindrico «un migliaio di cilindri trasparenti contenenti altrettanti fotografie anch'esse trasparenti intese come frammenti del consumismo di allora nel dualismo tra immagini della ricchezza e della povertà»

### Le partecipazioni alla Biennale di Venezia
Cresci ha partecipato più volte alla Biennale di Venezia. Singolare nel 1993, l'edizione diretta da Achille Bonito Oliva, in cui espone i Muri di carta, fotografia e paesaggio dopo le avanguardie a cura di Arturo Carlo Quintavalle.

## Ma.Co.f. - Centro della Fotografia Italiana a Brescia
Dal 14 maggio 2016, il piano nobile del palazzo Palazzo Martinengo Colleoni di Malpaga di Brescia ospita il museo Ma.Co.f. - Centro della Fotografia Italiana. Creato per volontà dei fotografi Gianni Berengo Gardin e Uliano Lucas, in collaborazione con l'architetto Renato Corsini, il museo espone una collezione permanente di circa 240 fotografie originali di 42 tra i più importanti e rappresentativi fotografi italiani del XX secolo, tra i quali Mario Cresci

## Premi
- 1967: Premio Niepce Italiano per la fotografia
- 1977: Premio Bolaffi per la fotografia
- 1982: Premio Scanno per il libro Martina Franca immaginaria[21]
- 1982: Premio Basilicata per il libro La terra inquieta

## Pubblicazioni
- 1975: Matera, immagini e documenti
- 1977: Misurazioni
- 1979: Marche
- 1981: Martina Franca immaginaria
- 1981: La terra inquieta
- 1981: Basilicata: il fascino discreto di una terra antica
- 1983: Basilicata. Immagini di un paesaggio imprevisto
- 1983: Lezioni di fotografia (con Lello Mazzacane)
- 1984: Mario Cresci
- 1984: Basilicata
- 1988: Sicilia: Palermo, Agrigento, Caltanissetta, Trapani
- 1989: Racconti di grafica: percorsi di ricerca tra fotografia e disegno
- 1992: Matera: luoghi d'affezione
- 2006: L' officina dei segni: sussidiario di immagini e manufatti (con Enzo Biffi Gentili)
- 2010: B & C X R
- 2019: Segni Migranti

## Mostre
- 1967: Mario Cresci, Prix Niepce Italie, Parigi
- 1975: Campo dieci, Milano
- 1976: Fotomedia, Helsinki
- 1977: Arte in Italia, Torino
- 1978: Fotografia italiana, Arles
- 1978: La spirale dei nuovi strumenti, Firenze
- 1979: Iconicittà, Ferrara
- 1979: Venezia '79 - La fotografia, Venezia
- 1980: L'archivio della memoria, Torino
- 1980: Nuova Immagine, Triennale, Milano
- 1981: Linee della ricerca artistica in Italia, Roma
- 1982: Cartier-Bresson/Mario Cresci, Scanno
- 1982: Foire Internarionale d'Art Contemporaine, Parigi
- 1982: Spazio magico, Stoccolma
- 2004: Le case della fotografia 1966-2003, Torino
- 2017: La Fotografia del no 1964-2016, Bergamo
- 2023: Un esorcismo del tempo, Roma
- 2023: L'Italia è un desiderio, Roma
- 2023: Colorland, Bergamo